# Aldemir da Silva Júnior
Aldemir Gomes da Silva Júnior (né le 8 juin 1992 à Rio de Janeiro) est un athlète brésilien spécialiste du sprint.

## Biographie
Il participe aux demi-finales du 200 m et du relais 4 × 100 m lors des Jeux olympiques de Londres. Son record sur 200 m est de 20 s 38 obtenu à São Paulo le 1er juillet 2012, record qu'il porte à 20 s 32 à Santiago du Chili le 15 mars 2014. À Montevideo, il remporte le titre de champion d'Amérique du Sud espoirs en 20 s 50, record des championnats.
Le 11 juin 2017, il porte son record à 20 s 15.

## Palmarès
| Date | Compétition                            | Lieu         | Résultat | Épreuve   | Temps   |
| ---- | -------------------------------------- | ------------ | -------- | --------- | ------- |
| 2011 | Championnats d'Amérique du Sud juniors | Medellín     | 1er      | 100 m     | 10 s 36 |
| 2011 | Championnats d'Amérique du Sud juniors | Medellín     | 1er      | 200 m     | 20 s 94 |
| 2011 | Championnats d'Amérique du Sud juniors | Medellín     | 1er      | 4 × 100 m | 39 s 63 |
| 2012 | Championnats ibéro-américains          | Barquisimeto | 2e       | 200 m     | 20 s 57 |
| 2012 | Championnats ibéro-américains          | Barquisimeto | 1er      | 4 × 100 m | 38 s 95 |
| 2014 | Jeux sud-américains                    | Santiago     | 1er      | 200 m     | 20 s 32 |
| 2014 | Jeux sud-américains                    | Santiago     | 1er      | 4 × 100 m |         |
| 2014 | Relais mondiaux de l'IAAF              | Nassau       | 4e       | 4 × 100 m | 38 s 40 |
| 2015 | Relais mondiaux de l'IAAF              | Nassau       | 4e       | 4 × 100 m | 38 s 63 |
| 2015 | Jeux panaméricains                     | Toronto      | 2e       | 4 x 100 m | 38 s 68 |
| 2015 | Jeux mondiaux militaires               | Mungyeong    | 3e       | 200 m     | 20 s 77 |
| 2017 | Championnats d'Amérique du Sud         | Luque        | 1er      | 4 x 100 m | 39 s 47 |
| 2019 | Jeux mondiaux militaires               | Wuhan        | 1er      | 4 x 100 m | 38 s 68 |

## Records
| Épreuve    | Performance | Lieu                  | Date             |
| ---------- | ----------- | --------------------- | ---------------- |
| 100 mètres | 10 s 20     | Maringá               | 8 septembre 2012 |
| 200 mètres | 20 s 15     | São Bernardo do Campo | 11 juin 2017     |